# Jordan River (filmregisseur)
Jordan River (20 februari 1976) is een Italiaanse filmregisseur en scenarioschrijver.

## Films
- Apollineum (2012)
- Hollywood Italian Lifestyle (2015)
- Le origini della cinematografia (2017)
- Stonehenge, il tempio dei druidi (2018)
- Caravaggio, la potenza della luce (2018)
- Dance - The Audition (2019)
- Artemisia Gentileschi, pittrice guerriera (2020)
- Il monaco che vinse l'Apocalisse (Joachim en de Apocalyps) (2024)